# موش‌تیغی هاینان
موش‌تیغی هاینان (نام علمی: Neohylomys hainanensis) نام یک گونه از تیره خارپشت‌سانان است.